# Grigorij Szujski
Grigorij Trofimowicz Szujski, Hryhorij Trochimowicz Szujski (ros. Григорий Трофимович Шуйский, ukr. Григорій Трохимович Шуйський, ur. 1907, zm. 1985 w Moskwie) – radziecki działacz partyjny i dziennikarz.

## Życiorys
W latach 1927–1932 pracował jako rachmistrz wiejskiego towarzystwa spożywców, przewodniczącym komitetu wykonawczego rady rejonowej i sekretarz rejonowej gazety w Ukraińskiej SRR. Od 1930 należał do WKP(b), 1932-1936 studiował w Ukraińskim Komunistycznym Uniwersytecie Dziennikarstwa, 1936-1938 pracował w redakcji gazety "Kommunist" w Kijowie, a 1938-1941 był redaktorem odpowiedzialnym gazety "Komsomolec Ukrainy". W 1941 służył w Armii Czerwonej, 1941-1950 pracował w KC KP(b)U, a 1950-1964 był pomocnikiem sekretarza/I sekretarza KC WKP(b)/KPZR Nikity Chruszczowa. Od 31 października 1961 do 29 marca 1966 był członkiem Centralnej Komisji Rewizyjnej KPZR, 1964-1976 konsultantem Wydziału Ideologicznego/Wydziału Propagandy i Agitacji KC KPZR, 1976 przeszedł na emeryturę. Był deputowanym do Rady Najwyższej ZSRR 6 kadencji. W 1960 otrzymał Nagrodę Leninowską.